# Astrid Söderbergh Widding
Astrid Naemi Söderbergh Widding, född 27 maj 1963, är en svensk professor i filmvetenskap samt rektor för Stockholms universitet(2013-2025) och sedan 2023 ordförande i Nobelstiftelsen.

## Biografi
Söderbergh Widding disputerade 1992 vid Stockholms universitet med en doktorsavhandling om Andrej Tarkovskij. Hon är professor i filmvetenskap vid Stockholms universitet sedan 2000 och var fram till rektorsutnämnandet där den 1 februari 2013 vicerektor för humaniora och samhällsvetenskap. Söderbergh Widding har tidigare bland annat varit ordförande i Centrum för modevetenskap, ordförande i styrelsen för Stiftelsen Ingmar Bergman, styrelseledamot i Svenska Filminstitutet och kritiker i Svenska Dagbladet (1996–2012). Hon är ledamot i styrelsen för Stockholm Environment Institute (SEI) och i insynsrådet för Kungliga biblioteket. 
Hon är dotter till Ole Widding och Ragnhild Söderbergh. Hon är en romersk-katolik och en dominikanertertiar.

## Utmärkelser och ledamotskap
- Arbetande ledamot av Kungl. Vitterhetsakademien sedan den 4 september 2007.[10]
- Ledamot av Kungl. Vetenskapsakademien sedan den 15 januari 2014.
- Riddare av franska Hederslegionen den 19 november 2015.[11]
- Tilldelad HM Konungens medalj i 12:e storleken i Serafimerordens band, 2018
- Kommendör av isländska Falkorden, 2018
- Ledamot av Academia Europaea, 2020